# Zahumsko
Zahumsko (Servisch cyrillisch Захумско) is een plaats in de Servische gemeente Sjenica. De plaats telt 150 inwoners (2002).